# توري كاجيتاني
توري كاجيتاني هي كومونا (بلدية) في مقاطعة فروزينوني في منطقة لاتسيو الإيطالية ، وتقع على بعد حوالي 60 كيلومتر (37 ميل) شرق روما وحوالي 20 كيلومتر (12 ميل) شمال غرب فروزينوني .
تقع توري كاجيتاني على حدود البلديات التالية: فيوجي و Guarcino و Trivigliano .
الاسم مشتق من عائلة Caetani.
منذ عام 2003 ، حافظت المدينة على شراكة مع Brwinow بالقرب من وارسو في بولندا .

## المعالم السياحية الرئيسية
- قلعة تيوفيلاتو كايتاني (Teofilatto-Caetani )
- المحميات الطبيعية مثل بحيرة (Lago di Canterno)